# УПА-Захід
Оперативна група УПА-Захід — структурна одиниця УПА. Діяла на території Галичини, Буковини, Закарпаття та Закерзоння. Створена на базі частин Української народної самооборони (УНС).

## Історія та передумови створення
На терені Галичини вже в 1942 р. розрослись бойові групи ОУН в Українську Народну Самооборону, УНС. Назва стала популярною і хоч, з моменту створення УПА, УНС влилась в її рамки, та вживання назви УНС залишилась аж до кінця 1943 р.
Причиною цього була, насамперед, особлива політично-психологічна атмосфера, яка панувала в той час в Галичині. Деякі галицькі середовища розвинули сильну пропаганду проти українського революційно-визвольного руху, переконуючи український загал, ніби-то революційні дії ОУН провокують німців до протиукраїнських виступів.
Та під кінець 1943 р. ситуація вже й під цим оглядом дозріла і від перших днів 1944 р. назва УНС зникає зовсім, щоб зробити місце загальній назві УПА-Захід.
Те саме сталося і зі збройним підпіллям на Буковині, що теж до кінця 1943 р. носило назву Буковинська Українська Самооборонна Армія (БУСА), ставши після цього частиною УПА-Захід.
Командиром БУСА був «Луговий» (Шумка Василь Миронович).
Організацією УНС та переходом її на УПА-Захід керували члени ГВШ — Головного Військового Штабу УПА: полк. «Лицар» (Олекса Гасин) на терені Карпат, а на терені Львівщини й Тернопільщини полк. «Шелест» (Василь Сидор), який теж став командиром УПА-Захід.

## Командири УПА-Захід
- Луцький Олександр Андрійович-«Андрієнко»: 5 грудня 1943 — 26 січня 1944 року. (Виконував обов'язки командира УПА-Захід)
- Сидор Василь Дмитрович-«Шелест»: 26 січня 1944 року — 14 квітня 1949 року.

## Структура

### Протягом 1944 року до складу УПА-Захід входило 8 воєнних округ
1. ВО-1 «Башта» — м. Львів, Розточчя, полігон. Командир: «Хмара» (Харків Віктор). У вересні—жовтні 1944 розформована, приєднана до ВО-2 «Буг»;
2. ВО-2 «Буг» — Львівщина. Командири: «Ярема» (Линда Остап), а з червня 1944 року — «Вороний» (Левкович Василь);
3. ВО-3 «Лисоня» — територія Тернопільщини по Дністер. Командири: «Остап» (Польовий Омелян), з 27 вересня 1944 року «Бондаренко» (Якубовський Володимир);
4. ВО-4 «Говерла» — Івано-Франківська область. Командири: «Гуцул» (Бутковський Іван), з другої половини 1944 — «Грім» (Твердохліб Микола);
5. ВО-5 «Маківка» — Стрийщина, Дрогобиччина, Самбірщина, Турківщина (Дрогобицька область[1]). Командири: «Орел» (Вільшинський Богдан), «Дзвінчук» (Белейлович Іван); у листопаді 1944 приєднана до ВО-4 «Говерля»;
6. ВО-6 «Сян» — Закерзоння. Командири: «Ударник» (Яків Чорній, † 23.12.1944); «Орест» (Онишкевич Мирослав);
7. ВО-7 «Сучава» — Буковина. Мала охоплювати терени Південної Буковини і Мармарощини, однак перебувала у стані організації, командира Групи не було призначено, реально існував ТВ «Буковинський»; у листопаді 1944 приєднана до ВО-4 «Говерля»;
8. ВО-8 «Срібна» — Закарпаття. Командира Групи не було призначено; у листопаді 1944 приєднана до ВО-4 «Говерля».

### Станом на 1945 році відбулася реорганізація УПА-Захід
1. ВО-2 «Буг» (з 1.09.1944 вкл. в себе ВО-1 «Башта») — Командир: «Вороний» (Левкович Василь);
2. ВО-3 «Лисоня» — Командир: «Бондаренко» (Якубовський Володимир);
3. ВО-4 «Говерла» (Наказом командира УПА-Захід від 25 листопада 1944 до неї включено ВО-5 «Маківка», ВО-7 «Сучава», ВО-8 «Срібна») — Командир: «Грім» (Твердохліб Микола);
4. ВО-6 «Сян» (з 11.1944 до 04.1945 входила до ВО-2 «Буг») — Командир: «Орест» (Онишкевич Мирослав).

## Сотні і курені УПА-Захід

### Серпень— грудень 1944
Від серпня до грудня 1944 р. в УПА-Захід існували такі курені:
- ВО-1 «Башта»
  - «Холодноярці» (командир «Град»);
  - «Переяславці» (командир «Дністер»).
- ВО-2 «Буг»
  - «Гонти» (командир «Гонта»);
  - «Дружинники» (командир «Шугай»);
  - «Романовичі» (командири «Вартовий», «Ткаченко»);
  - «Гайдамаки» (командир «Юрченко»);
  - «Леви» (був розбитий у сутичках із фронтовими частинами ЧА і переформований у курінь «Журби»)(командир «Дир»);
  - «Журби» (командир «Дир»);
  - «Галайди» (командир «Ем», «Лис»),
  - «Залізняка» (з листопада 1944 р. — «Месники») (командир «Залізняк»);
  - «Вовки» (командир «Ягода»),
  - «Летуна» (командир «Летун»).
- ВО-3 «Лисоня»
  - «Бережанський» (командир «Остап»);
  - «Бережанський ІІ» (командир «Бондаренко», «Крук»);
  - «Рогатинський» (командир «Роман», «Яструб»);
  - «Тернопільський» (командир «Чугайстер»);
  - «Чортківський» (командир «Гордієнко», «Бистрий»).
- ВО-4 «Говерла»
  - «Буковинський» (командир «Перебийніс»);
  - «Перемога» (командир «Степовий»);
  - «Гайдамаки» (командир «Скуба»);
  - «Гуцульський» (командир «Книш»);
  - «Карпатський» (командир «Лісовий»);
  - «Загроза» (командир «Ромко»);
  - «Промінь» (командир «Журавель»);
  - «Скажені» (командир «Різун»);
  - «Бескид» (командир «Довбуш»);
  - «Довбуш» (командир «Гамалія»);
  - «Сивуля» (командир «Іскра»);
  - «Смертоносці» (командир «Благий»).
- ВО-5 «Маківка»
  - «Бойки»(командир «Трясило»);
    - окремі сотні:
    - «Басейн» (командир «Біль»);
    - «Булава» (командир «Зелений»);
    - «Вовки» (командир «Кармелюк»).
- ВО-6 «Сян»
  - «Лютий» (командир «Євген»);
  - «Лемківський» (командир «Рен»).

### 1945— літо 1947
Після реорганізації структури УПА-Захід у перші половині 1945 р., від літа 1945 до літа 1947 р. на території Галичини, Прикарпаття і Закерзоння функціонували такі повстанські сотні і курені:
- ВО-2 «Буг»

1. ТВ-11 «Пліснисько» (№ 11, Золочівський територіальний відтинок): сотні «Витязі», «Дружинники», «Непоборні», «Русичі».
2. ТВ-12 «Климів» (№ 12, Сокальський): сотні «Галайда І», «Галайда ІІ», «Кочовики», «Перебийніс», «Пролом», «Тигри».
3. ТВ-13 «Розточчя» (№ 12, Львівський): курені «Холодноярці», «Переяслави».
4. ТВ-14 «Асфальт» (№ 14, Городоцький): сотні «Журби І», «Журби ІІ», «Наддніпрянці І», Наддніпрянці ІІ".
5. ТВ-15 «Яструб» (№ 15, Рогатинський): сотня «Сурмачі».

- ВО-3 «Лисоня»

1. ТВ-16 «Серет» (№ 16, Тернопільський): сотні «Бурлаки», «Рубачі», «Сіроманці».
2. ТВ-17 «Бережани» (№ 17, Бережанський): сотні «Гайдамаки», «Лісовики», «Холодноярці», «Риболовці».
3. ТВ-18 «Стрипа» (№ 18, Чортківський): сотні «Сірі Вовки», «Чорноморці».
4. ТВ-19 «Камінець» (№ 19, Кам'янець-Подільський): сотня «Кия».

- ВО-4 «Говерла»

1. ТВ-20 «Чернівці» (№ 20, Чернівецький), власних відділів не мав.
2. ТВ-21 «Гуцульщина» (№ 21, Коломийський): сотні «Сурма», «ім. Колодзінського», «Дністер», «ім. Богуна», «Березівська», «імені Гонти», «Черемош», «Чорногора», «Трембіта», «імені Богдана Хмельницького», «імені Симона Петлюри».
3. ТВ-22 «Чорний ліс» (№ 22, Станіславівський): курені «Підкарпатський», «Дзвони», «Смертоносці», «Сивуля», «Бескид».
4. ТВ-23 «Магура» (№ 23, Калуський): сотні «Летуни», «Вітрогони», «Круки», «Рисі», «Бистриця», «Журавлі», «Хорти», «Опришки».
5. ТВ-24 «Маківка» (№ 24, Дрогобицький): курінь «Бойки», окремі сотні — «Басейн», «Булава», «Вовки».
6. ТВ-25 «Закарпаття» (№ 25, Закарпатський), власних відділів не мав.

- ВО-6 «Сян»

1. ТВ-26 «Лемко» (№ 26, Лемківський): курені «Лемківський», «Перемиський».
2. ТВ-27 «Бастіон» (№ 27, Любачівський): курінь «Месники» (п'ятисотенного складу).
3. ТВ-28 «Данилів» (№ 28, Холмщина): курінь «Вовки» (трисотенного складу).

### 1947–1949
З кінця 1947 року у Дрогобицькому тактичному відтинку (ТВ) діяло 5 сотень, але це тільки кадрові сотні, кожна з загальною силою по 30 — 50 чоловік. Усі ці сотні, крім однієї були розбиті або демобілізовані до кінця літа 1948 року. Подібно було і в інших ТВ Групи «Говерла» , літом 1949 р. діяли ще активно тільки сотня «Басейн» під командуванням хорунжого Василя Ґудзика-«Оріха» на Дрогобиччині, та сотня «ім. Богуна» під командуванням поручника «Вихора» на Гуцульщині.
3 вересня 1949 р. за наказом Головного командира УПА Р. Шухевича були розформовані останні бойові відділи і штаби армії. Частина розформованої сотні «Басейн» пішла на Захід. Інші старшини і вояки УПА влилися у збройне підпілля.

## Чисельність УПА-Захід
1. ВО-1 «Башта» 400–500 повстанців (червень — серпень 1944 р.).
2. ВО-2 «Буг» 6 тис. (червень 1944 р.); 3 тис. (червень 1945 р.) повстанців.
3. ВО-3 «Лисоня» 2700 (серпень 1944 р.) — 1700 (червень 1945 р.) повстанців.
4. ВО-4 «Говерла» 8 тис. повстанців (літо 1944 р.); 5 тис. повстанців (літо 1945 р.).
5. ВО-5 «Маківка» 800–1000 повстанців (до злиття ВО в першій половині 1945 р.).
6. ВО-6 «Сян» 2000–2500 повстанців (на 1946–1947 рр.).

Чисельність УПА-Захід на зламі 1943–1944 рр. 5-6 тис. повстанців, на літо 1944 р. 17,9-18,2 тис. повстанців, на літо 1945 р. 11-12 тис. повстанців, на 1946 р. 7-7,5 тис. з яких 2-2,5 тис. повстанців на території ВО-6 «Сян»